# Eckersmühlen

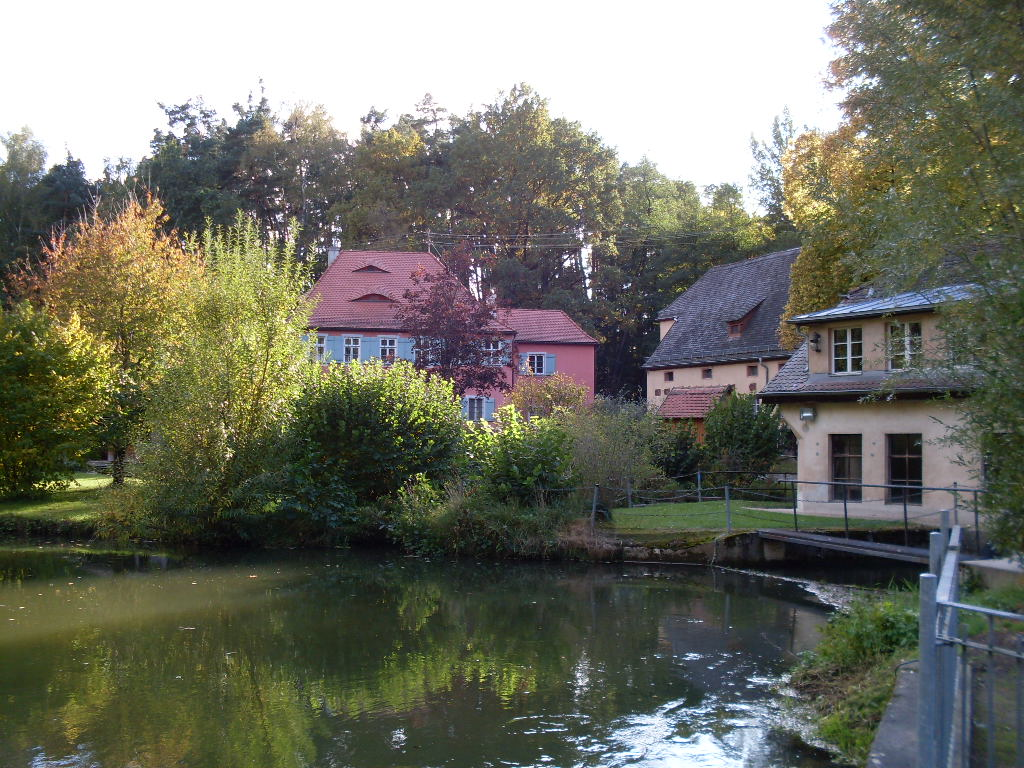
Eisenhammer zu Eckersmühlen

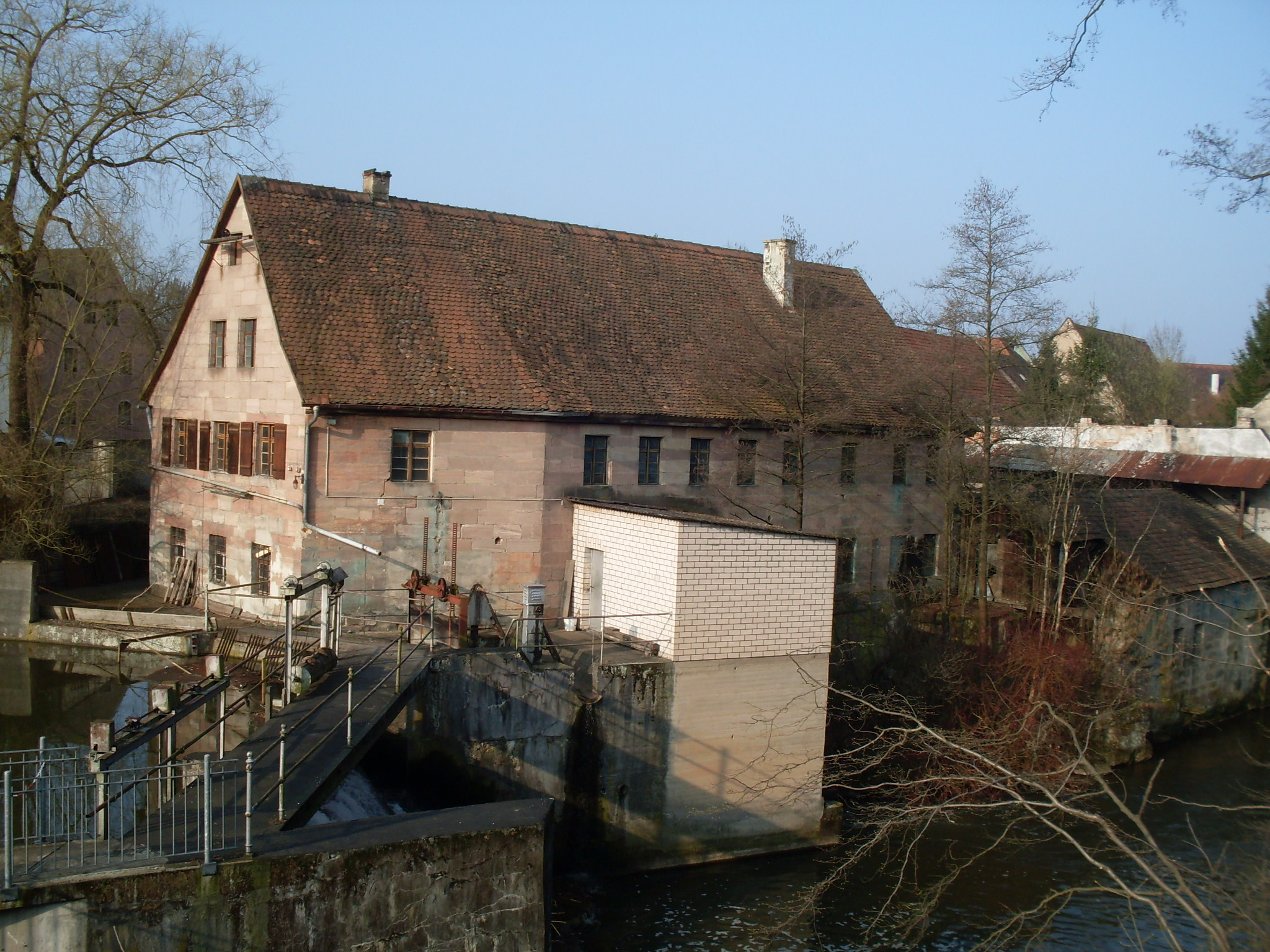
Bronzefarbenfabrik; vormaliger Deutschordens-Messinghammer

Eckersmühlen (fränkisch: Ägaschmiln)  ist ein Gemeindeteil der Kreisstadt Roth im Landkreis Roth (Mittelfranken, Bayern). Die Gemarkung Eckersmühlen hat eine Fläche von 13,478 km². Sie ist in 2558 Flurstücke aufgeteilt, die eine durchschnittliche Fläche von 5268,90 m² haben. In ihr liegen neben dem namensgebenden Ort die Gemeindeteile Brückleinsmühle, Eisenhammer, Haimpfarrich, Hofstetten, Kupferhammer, Leonhardsmühle und Wallersbach.

## Geographie
Östlich von Eckersmühlen vereinigt sich bei Haimpfarrich die Roth mit der aus Allersberg kommenden Kleinen Roth. Zwischen dem Ort und dem zwei Kilometer weiter östlich gelegenen Rothsee liegt der Main-Donau-Kanal mit der Schleuse Eckersmühlen. Diese ist bei Kanal Kilometer 95 mit 24,67 Meter Hubhöhe zusammen mit den unmittelbar benachbarten und annähernd baugleichen in Leerstetten und Hilpoltstein eine der drei höchsten Schleusen Europas. Die Haltung Eckersmühlen ist mit 4,05 km allerdings gleichzeitig die kürzeste des Kanales. Roth liegt 5 km nordwestlich; das Hafen- und Industriegebiet Lände Roth nur 2 km nördlich.

## Geschichte

### Mittelalter
Der Ort wurde 1306 als „Okersmühl“ erstmals urkundlich erwähnt. Einem hier ansässigen Ritter Oegger, Otger oder Oker, dem der Ort seinen Namen verdanken dürfte, kann man vielleicht um 1100 die Errichtung einer Eigenmühle an schwieriger Stauwehranlage und möglicherweise auch den Bau eines Ritterkirchleins zum heiligen Georg zuschreiben. Aus der urkundlichen Überlieferung können sogar Rückschlüsse auf Bamberger Lehen aus dem 11. Jahrhundert gezogen werden.
Der Standplatz der Wasserburg jenes Ritters Oegger ist als Flurname im Burgstall erhalten; dort befindet sich noch eine Mühle. Die Ursiedlung, etwa aus der Zeit der Bamberger Verwaltung, gruppierte sich um eine Hügel-Turmburg auf einer nördlichen Anhöhe an der Roth, an der eine erste kleine Mühle und später eine weitere Mühle (mit Mühlbach) erbaut worden waren.
Eine dritte Turmburg hatten die Herren von Stein vermutlich in der „kaiserlosen Zeit“ (1250–1273) zur Beherrschung des Dorfes in der Leithen errichtet. Abgaben und Verkauf dieser Burg an den Deutschen Orden sind bekannt.
Etwa um 1300 dürfte die eichstättische Willibaldskirche erbaut worden sein. Um diese Zeit waren die Höfe und kleinen Güter des Dorfes in den Händen Nürnberger Patrizier, der Holzschuher, Ebner, Küdorfer und Stromayer.
Zwischen 1376 und 1448 kam der größte Teil dieser Besitzungen an das Elisabethenspital des Deutschen Ordens in Nürnberg, während andere durch Stiftung oder Kauf in das Eigentum der Marienkirche in Roth übergingen. Ebenso tauchte um diese Zeit Eckersmühlen in bayerischen Urkunden als Edelsitz mit Schloss im Eigentum der Herren Propst auf, der von diesen auf das Geschlecht der Haarlacher überging.
Das gute Gefälle der Roth führte um 1420 (fast gleichzeitig mit Nürnberg und Roth) zur Einführung des mechanischen Eisen-Drahtzuges bei der Mühle im Dorf und 100 Jahre später zur Einrichtung eines Messinghammers. So wird aus dem Jahr 1562 berichtet, dass Michael Peßmüller von Markgraf Georg Friedrich dem Älteren von Brandenburg-Ansbach erbrechtsweise den Messing- und Zainhammer von Eckersmühlen empfing. Der Zainhammer war ein Hammerwerk, in dem Eisen, Messing oder Kupfer zu Zainen (= Stäben) geschmiedet wurden. Diese Zainschmieden ermöglichten die Metallverarbeitung und verschafften den Eckersmühlern Arbeit und Brot.

### Frühe Neuzeit
Im Jahr 1615 wurde eine Schule eingerichtet. Der erste Schulmeister, Christof Dreher, trat am 12. März 1616 seinen Dienst an. Seine Aufgaben wurden im Eid, den er zu leisten hatte, umschrieben: „Ein Schulmeister soll den Amtsleuten zu Roth mit handgebender Treue angeloben und einen leiblichen Eid leisten, dass er der Herrschaft Brandenburg-Ansbach des Dorfs, Gotteshaus und Almosen Frommen und Nutz fördern und desselben Schaden verhüten helfe, den Schul- und Mösnerdienst mit allem Fleiß obwarte, die ihm anvertrauten Kinder zur Gottesfurcht, Ehr, Kunst, Zucht und rühmlichen Willen unterrichten mit Lesen, Schreiben und Rechen, sonderlich im Katechismus Augsburger Konfession unterweisen, die Wohnung im baulichen Wesen erhalten, auch den Ornat und was ihm in der Kirche vertraut wird, fleißig in acht nehmen und verwahren, auch jährlich darum Beicht und Rechenschaft geben, ebenfalls soll er die Uhr mit Fleiß richten und versehen, sowohl sich Gott und weltlich Obrigkeit verantworten muss. Das helfe Gott der Allmächtige“.
In den Jahren 1631/32 verwüsteten Tillys Reiter den Ort und das Schlösschen im Dorf. Noch zwei Jahrzehnte danach lagen einige Höfe in Schutt und Asche.
In den Jahren 1709/10 ließ der Markgraf von Brandenburg-Ansbach die baufällige Kirche abreißen und durch einen barocken Neubau ersetzen (Kosten 3609 Gulden und 24 Kreuzer). Baumeister war der Graubündner Lorenzo Salle. Zuerst war nur daran gedacht, den schadhaften Turm zu ersetzen, dann wurde aber auch das Langhaus ganz abgetragen, sonst hätte man, wie der damalige Pfarrer schrieb, „über einige Jahre wieder und also immer ausflicken müssen“.
Als der Deutschordens-Messinghammer unterhalb der Mühle im Dorf durch Nürnberger Handelsleute zum Kupferschmieden eingerichtet wurde, ging das Oberamt Roth nach Verwarnung energisch vor und ließ den Betrieb 1742 zerstören. Daraus entwickelte sich ein langwieriger Prozess beim Reichskammergericht Wetzlar zwischen der Deutschordensverwaltung Mergentheim und dem Markgraftum Brandenburg-Ansbach, der nach 65 Jahren bei der Auflösung dieser fürstlichen Stände noch nicht beendet war.
Gegen Ende des 18. Jahrhunderts gab es in Eckersmühlen 40 Anwesen. Das Hochgericht übte das brandenburg-ansbachische Oberamt Roth aus. Die Dorf- und Gemeindeherrschaft hatte das brandenburg-ansbachische Kastenamt Roth. Grundherren waren
- das Markgraftum Brandenburg-Ansbach (16 Anwesen; Kastenamt Roth: 1 Ganzhof mit Gastwirtschaft, 2 Gütlein, 2 Leerhäuser), Kastenamt Roth steuerbar und der Kirche Roth zins- und handlohnbar (1 Ganzhof, 1 Schmiedgütlein, 1 Köblergut, 1 Gütlein, 1⁄2 Kupferhammer), Kastenamt Roth steuerbar und der Kirche Eckersmühlen zins-, gült und handlohnbar (1⁄2 Kupferhammer, 1 Köblergut, 4 Gütlein, 1 Leerhaus),
- die Deutschordenskommende Nürnberg (19 Anwesen: 3 Ganzhöfe, 1 Ganzhof mit Mahlmühle, 4 Halbhöfe, 4 Köblergüter, 6 Gütlein, 1 Gütlein mit Messinghammer),
- das pfalz-bayerische Kastenamt Hilpoltstein (1 Halbhof, 1 Köblergut, 2 Gütlein),
- der Nürnberger Eigenherr von Ebner (1 Ganzhof).

Neben den Anwesen gab es noch herrschaftliche Gebäude (Wildmeisterhaus), kirchliche Gebäude (Pfarrkirche, Pfarrhaus) und kommunale Gebäude (Hirtenhaus, Schule).
Mit der Markgrafschaft Brandenburg-Ansbach 1791 kam auch Eckersmühlen kurzzeitig zum Königreich Preußen. Von 1797 bis 1808 unterstand der Ort dem Justiz- und Kammeramt Roth. 1799 gab es im Ort 11 Anwesen, die vom Kammeramt Roth verwaltet wurden, und 25 Anwesen, die „Nürnbergisch“ waren.

### Nach dem Ende des Alten Reiches
Nach dem Ende des Heiligen Römischen Reiches kam der Ort 1806 an das Königreich Bayern. Im Rahmen des Gemeindeedikts wurde 1808 der Steuerdistrikt Eckersmühlen gebildet. Zu diesem gehörten Brückleinsmühle, Eisenhammer, Haimpfarrich, Hofstetten, Kupferhammer, Leonhardsmühle, Obersteinbach an der Haide und Wallersbach. 1811 entstand die Ruralgemeinde Eckersmühlen, die außer Obersteinbach deckungsgleich mit dem Steuerdistrikt war. Obersteinbach wurde dem Steuerdistrikt und der Ruralgemeinde Belmbrach zugewiesen. Die Gemeinde Eckersmühlen war in Verwaltung und Gerichtsbarkeit dem Landgericht Pleinfeld zugeordnet (1858 in Landgericht Roth umbenannt) und in der Finanzverwaltung dem Rentamt Spalt (1919 in Finanzamt Spalt umbenannt). Ab 1862 gehörte Eckersmühlen zum Bezirksamt Schwabach (1939 in Landkreis Schwabach umbenannt). Die Gerichtsbarkeit blieb beim Landgericht Roth (1879 in Amtsgericht Roth umbenannt), seit 1970 ist das Amtsgericht Schwabach zuständig. 1932 wurde das Finanzamt Spalt aufgelöst. Seitdem gehörte Eckersmühlen zum Sprengel des Finanzamtes Schwabach. Die Gemeinde hatte 1964 eine Gebietsfläche von 13,528 km².
1936 wurde im Rahmen der Aufrüstung der deutschen Wehrmacht in der Nähe von Eckersmühlen der Fliegerhorst Roth eingerichtet. Roth war bis Kriegsbeginn (1. September 1939) Sitz des Stabes der Luftflotte 3 (Befehlshaber Generalfeldmarschall Hugo Sperrle vom 1. Februar 1939 bis September 1944) mit den unterstellten Verbänden der 5. (Gersthofen/Augsburg) und 6. Flieger-Division (Frankfurt am Main) sowie den Luftgau-Kommandos VII (München), XII (Wiesbaden) und XIII (Nürnberg). Nach Ende des Westfeldzuges bezog die Luftflotte 3 ihr Hauptquartier in Paris und stellte mit ihren Verbänden die deutschen Hauptkräfte bei der Luftschlacht um England. Das Einsatz- und Operationsgebiet der Luftflotte 3 blieb während des gesamten Krieges Westeuropa.

### Nach dem Zweiten Weltkrieg
Nach dem Ende des Zweiten Weltkrieges zwischen 1945 und 1950 erfuhr Eckersmühlen, wie auch andere Gemeinden im heutigen Landkreis Roth, einen Anstieg der Einwohnerzahl durch Flüchtlinge und Vertriebene, vor allem aus Schlesien, Ungarn und dem Sudetenland. Für sie entstand die 1969 geweihte römisch-katholische Filialkirche St. Elisabeth.
1956 wurde der Fliegerhorst von der Bundeswehr übernommen. Seitdem ist Roth wieder Garnisonsstadt. Heute sind in der Otto-Lilienthal-Kaserne u. a. die Offizierschule der Luftwaffe, sowie das 9./Feldjägerregiment 3, und das 7./ und 8./Luftwaffenausbildungsbataillon stationiert. 
Im Zuge der Gebietsreform in Bayern verlor Eckersmühlen seine Selbstständigkeit als Gemeinde. So wurde der Ort am 1. Mai 1978 nach langem Widerstand ein Gemeindeteil der Stadt Roth.

### Baudenkmäler
In Eckersmühlen gibt es fünf Baudenkmäler:
- Eckersmühlener Hauptstr. 43/45: ehemaliges Pfarr- und Schulhaus
- Eckersmühlener Hauptstr. 53: Gasthaus Posthorn
- Eckersmühlener Hauptstr. 68: Dreifaltigkeitskirche
- Schulstr. 1: Steinkreuz
- Jahnstr. 8: Bauernhof

### Bodendenkmäler
In der Gemarkung Eckersmühlen gibt es fünf Bodendenkmäler.

### Einwohnerentwicklung
Gemeinde Eckersmühlen
| Jahr      | 1818   | 1840   | 1852   | 1855   | 1861   | 1867   | 1871   | 1875   | 1880   | 1885   | 1890   | 1895   | 1900   | 1905   | 1910   | 1919   | 1925   | 1933   | 1939   | 1946   | 1950   | 1952   | 1961   | 1970   |
| Einwohner | 498    | 470    | 505    | 520    | 496    | 502    | 494    | 486    | 532    | 544    | 589    | 640    | 641    | 634    | 642    | 625    | 738    | 829    | 879    | 1271   | 1277   | 1353   | 1509   | 1848   |
| Häuser    | 107    | 80     |        |        |        |        | 92     |        |        | 101    | 102    |        | 113    |        |        |        | 128    |        |        |        | 195    |        | 296    |        |
| Quelle    | [ 18 ] | [ 19 ] | [ 20 ] | [ 20 ] | [ 21 ] | [ 22 ] | [ 23 ] | [ 24 ] | [ 25 ] | [ 26 ] | [ 27 ] | [ 20 ] | [ 28 ] | [ 20 ] | [ 29 ] | [ 20 ] | [ 30 ] | [ 20 ] | [ 20 ] | [ 20 ] | [ 31 ] | [ 20 ] | [ 13 ] | [ 32 ] |

Ort Eckersmühlen
| Jahr      | 001818 | 001840 | 001861 | 001871 | 001885 | 001900 | 001925 | 001950 | 001961 | 001970 | 001987 | 002013 | 002018 |
| Einwohner | 319    | 295    | *356   | 332    | 332    | 452    | 564    | 1082   | 1334   | 1669   | †1933  | *2829  | *2765  |
| Häuser    | 68     | 50     |        |        | 81     | 94     | 164    | 50     | 261    |        | †519   |        |        |
| Quelle    | [ 18 ] | [ 19 ] | [ 21 ] | [ 23 ] | [ 26 ] | [ 28 ] | [ 30 ] | [ 31 ] | [ 13 ] | [ 32 ] | [ 33 ] |        | [ 34 ] |

## Religion
Eckersmühlen ist Sitz einer Pfarrei und seit der Reformation evangelisch-lutherisch geprägt. Die Katholiken waren ursprünglich nach St. Johannes der Täufer (Hilpoltstein) gepfarrt, heute ist die Pfarrei Maria Aufnahme in den Himmel (Roth) zuständig.

## Politik
Die politische Struktur in Eckersmühlen ist weitgehend noch vorhanden. In der ehemals selbstständigen Gemeinde gibt es Ortsvereine der SPD, der CSU und der Jungen Union.
Stadträte aus Eckersmühlen sind Sonja Möller (ehemals SPD/fraktionslos), Hans-Peter Auer (CSU) und Peter Ulrich (SPD).
Von 1959 bis 1978 führt Eckersmühlen ein eigenes Gemeindewappen.
Die Wappenbeschreibung lautet: „In Silber, oben ein schweres Mühlenrad, unten ein frei schwebendes Tatzenkreuz.“
Das Rad symbolisiert den Gemeindenamen und bezieht sich auf die früheren Mühlen und Eisenhämmer. An die einstige Grundherrschaft des Deutschordens erinnert das Tatzenkreuz. Die Farben Silber und Schwarz weisen auf die ehemalige Landesherrschaft der Markgrafen von Brandenburg-Ansbach hin.

## Wirtschaft und Infrastruktur
Ab dem 19. Jahrhundert versuchten sich Blattmetallhämmer in Eckersmühlen, Haimpfarrich und Hofstetten mit wechselnden Erfolgen in der Vorbereitung von Material für die Herstellung von Bronze. Erst Anfang des 20. Jahrhunderts gelang der erfolgreiche Ausbau eines Gold- und Silberbronzewerkes und einer bedeutenden Leonischen Industrie. Seit Jahrzehnten stehen diese Betriebe mit fast allen Ländern der Erde in Geschäftsverbindung.
Begünstigt durch die angesiedelte Industrie und die guten Eisenbahn- und Straßenverbindungen zur nahen Industrie in Roth, Schwabach und Nürnberg begann in Eckersmühlen frühzeitig der Bau von Eigenheim-Wohnungen und 1956 eines Lagerhauses und des Straßennetzes.
1974 wurde das 91.452 Quadratmeter große „Gewerbegebiet am Bahnhof“ geschaffen. 2012 folgte das 116.109 Quadratmeter große Gewerbegebiet „Am Steinbacher Weg“.

### Freiwillige Feuerwehr
Am 24. Dezember 1882 wurde zusammen mit Hofstetten und Haimpfarrich die Freiwillige Feuerwehr Eckersmühlen von 65 Gründungsmitgliedern ins Leben gerufen. 1883 erwarb die Feuerwehr eine Bottichspritze mit 45 Druckschläuchen. Erster Vorstand war damals der Besitzer des Eisenhammers Michael Schäff, Kommandant wurde der Werkmeister Joh. Eisenhöfer. Zur Alarmierung hatten Feuerwehrangehörige vier Fahrräder zur Verfügung gestellt, damit die Mannschaften in Hofstetten und Haimpfarrich den Einsatzort schneller erreichen konnten.

### Verkehr

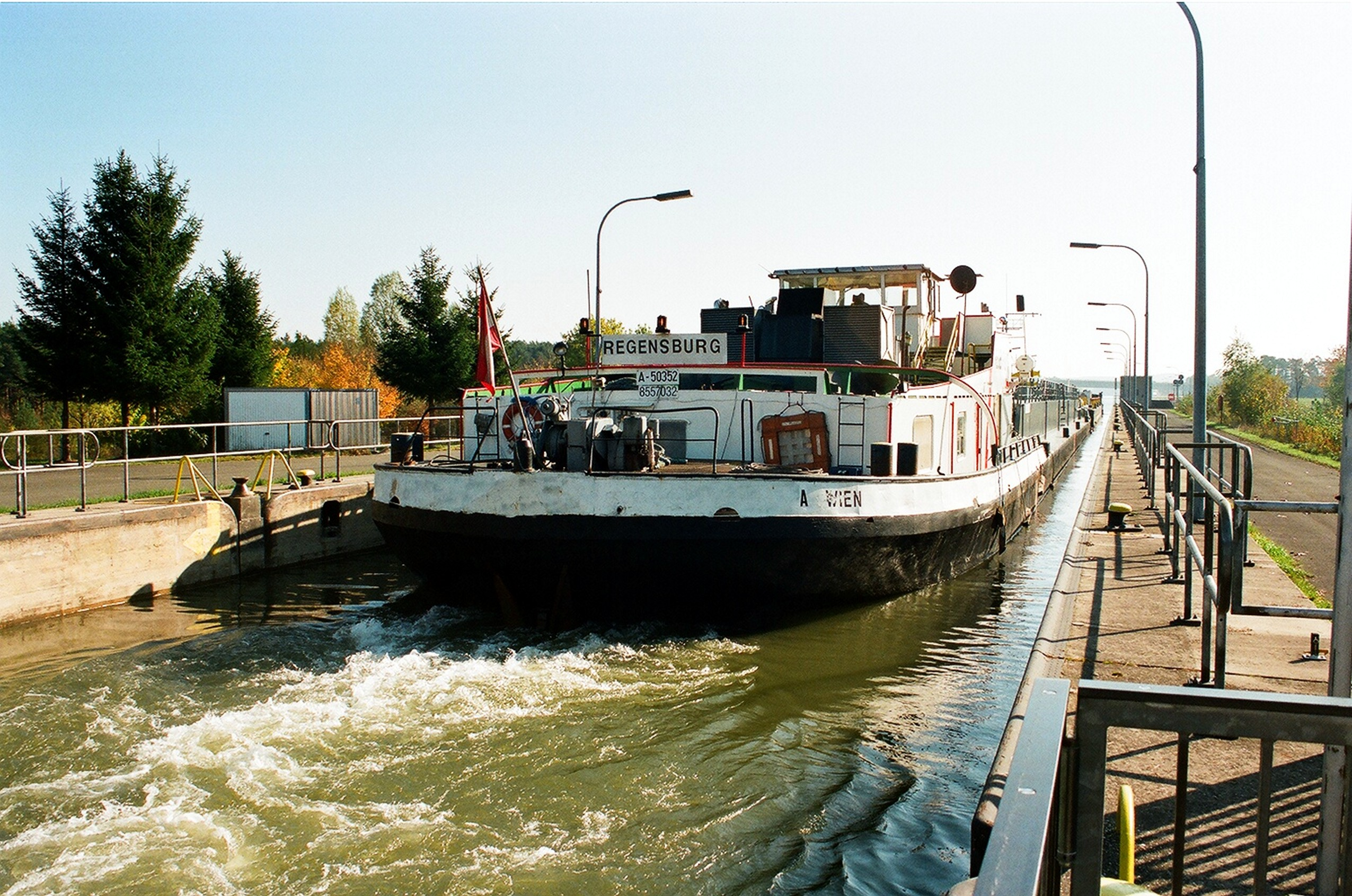
Die Schleuse Eckersmühlen

Die Staatsstraße 2220 führt an Hofstetten vorbei nach Roth (5 km nordwestlich) bzw. nach Hilpoltstein (4,2 km südöstlich). Die Kreisstraße RH 7 führt nach Wallesau (3,7 km südwestlich). Gemeindeverbindungsstraßen verlaufen nach Hofstetten (1,2 km nordwestlich), nach Wallersbach (1,5 km südlich) und nach Eichelburg (2,7 km nordöstlich).
Seit dem 1. Juni 1888 hat Eckersmühlen einen Haltepunkt an der Bahnstrecke Roth–Greding, die in das Netz der S-Bahn Nürnberg integriert werden soll. Die Nebenbahn verbindet den Ort mit der Bahnstrecke Treuchtlingen–Nürnberg. Die Züge wurden nach dem Endbahnhof Gredl benannt. Die Fertigstellung und Einweihung des Bahnhofsgebäudes erfolgte bereits im Herbst 1887.
Der 1886 errichtete Bahnhof umfasste zunächst neben einem Betriebsgebäude auch ein Nebengebäude und eine Ladehalle.
Zwischen Eckersmühlen und dem Rothsee liegt der Main-Donau-Kanal mit der Schleuse Eckersmühlen.

## Persönlichkeiten
- Franz Albrecht Pflaum (1727–1798), Pfarrer von Eckersmühlen 1765 bis 1798
- Erich von dem Bach-Zelewski (1899–1972), hoher SS-Offizier, lebte seit 1955 in Eckersmühlen
- Hans Pflug-Franken (1899–1977), Journalist und Schriftsteller
- Karl Schäff (1901–1985), Ingenieur und Manager
- Albert Helmreich (1908–1977; Amtszeit 1938–1954), Pfarrer und Widerstandskämpfer gegen das Dritte Reich und Mitglied des NKFD[39] (ab 1944)
- Friedrich Würth (1914–1998), letzter Gemeindebürgermeister (1956–1978) und Bürgermeisternachfolger seines Schwiegervaters Georg Schrammel und dessen Vater Konrad Schrammel
- Bernhard Bergmann (1948–2020), Fußballspieler Zweite Bundesliga 1974, 1983 bei der SpVgg Fürth